# Карпов, Виктор Иванович (юрист)
Виктор Иванович Карпов (20 июня 1859 — 23 апреля 1936, Ницца) — русский юрист, государственный деятель.

## Биография
Из дворян, землевладелец (всего 2841 десятин, включая имение София в Бахмутском уезде Екатеринославской губернии). Окончил училище правоведения. С 1881 служил по Министерству юстиции, с 1885 — в Государственной канцелярии. С 1893 — помощник статс-секретаря Государственного совета, с назначением в Отделение Свода законов. В 1896 уволен от службы в чине действительного статского советника.
В 1907 избран членом Государственного совета по выборам от дворянства Екатеринославской губернии; выбыв из его состава по жребию в 1912, тут же был вновь избран в его состав. Принадлежал к группе правых.
Давний знакомый М. В. Родзянко по Екатеринославу, Карпов постоянно привлекался председателем IV Думы в качестве консультанта по сложным юридическим и политическим вопросам. Тайный советник (1 января 1914). В августе 1915 избран Государственным советом членом Особого совещания по обеспечению топливом (Осотопа), в 1916 — членом Особого совещания по обороне.
После революции 1917 эмигрировал. Умер во Франции, в Ницце.